# OCA-DLR Asteroid Survey
| 8952 ODAS              | 2 marzo 1998      |
| 9811 Cavadore          | 16 settembre 1998 |
| 10210 Nathues          | 30 agosto 1997    |
| 10424 Gaillard         | 20 gennaio 1999   |
| 10425 Landfermann      | 20 gennaio 1999   |
| 10628 Feuerbacher      | 18 gennaio 1998   |
| 10891 Fink             | 30 agosto 1997    |
| 10907 Savalle          | 6 dicembre 1997   |
| 10908 Kallestroetzel   | 7 dicembre 1997   |
| 10943 Brunier          | 20 marzo 1999     |
| 11148 Einhardress      | 7 dicembre 1997   |
| 11158 Cirou            | 8 gennaio 1998    |
| 11352 Koldewey         | 28 novembre 1997  |
| 11353 Guillaume        | 5 dicembre 1997   |
| 11392 Paulpeeters      | 19 novembre 1998  |
| 11401 Pierralba        | 15 gennaio 1999   |
| 11404 Wittig           | 19 gennaio 1999   |
| 11669 Pascalscholl     | 7 dicembre 1997   |
| 11681 Ortner           | 1º marzo 1998     |
| 11740 Georgesmith      | 22 ottobre 1998   |
| 12062 Tilmanspohn      | 24 marzo 1998     |
| 12064 Guiraudon        | 28 marzo 1998     |
| 12497 Ekkehard         | 26 marzo 1998     |
| 12498 Dragesco         | 26 marzo 1998     |
| 12893 Mommert          | 26 agosto 1998    |
| 12916 Eteoneus         | 13 ottobre 1998   |
| 13217 Alpbach          | 30 giugno 1997    |
| 13231 Blondelet        | 17 gennaio 1998   |
| 13251 Viot             | 20 luglio 1998    |
| (13323) 1998 SQ        | 16 settembre 1998 |
| 13674 Bourge           | 30 giugno 1997    |
| 13680 Katyafrantseva   | 4 agosto 1997     |
| 13701 Roquebrune       | 20 luglio 1998    |
| 13739 Nancyworden      | 16 settembre 1998 |
| 13793 Laubernasconi    | 11 novembre 1998  |
| 14141 Demeautis        | 16 settembre 1998 |
| 14189 Sèvre            | 15 dicembre 1998  |
| 14613 Sanchez          | 13 ottobre 1998   |
| 14617 Lasvergnas       | 21 ottobre 1998   |
| 14669 Beletic          | 16 febbraio 1999  |
| 14972 Olihainaut       | 30 agosto 1997    |
| 15008 Delahodde        | 24 agosto 1998    |
| 15052 Emileschweitzer  | 17 dicembre 1998  |
| 15389 Geflorsch        | 2 ottobre 1997    |
| 15467 Aflorsch         | 15 gennaio 1999   |
| 15905 Berthier         | 27 settembre 1997 |
| 15945 Raymondavid      | 8 gennaio 1998    |
| 15971 Hestroffer       | 25 marzo 1998     |
| 15986 Fienga           | 7 dicembre 1998   |
| 16002 Bertin           | 15 gennaio 1999   |
| 16007 Kaasalainen      | 20 gennaio 1999   |
| 16804 Bonini           | 27 settembre 1997 |
| 16887 Blouke           | 28 gennaio 1998   |
| 16912 Rhiannon         | 2 marzo 1998      |
| 16915 Bredthauer       | 24 marzo 1998     |
| 16984 Veillet          | 15 gennaio 1999   |
| 17029 Cuillandre       | 17 marzo 1999     |
| 17744 Jodiefoster      | 18 gennaio 1998   |
| 17764 Schatzman        | 2 marzo 1998      |
| 17777 Ornicar          | 24 marzo 1998     |
| 17779 Migomueller      | 26 marzo 1998     |
| 17869 Descamps         | 20 giugno 1998    |
| 17879 Robutel          | 22 gennaio 1999   |
| 17893 Arlot            | 17 marzo 1999     |
| 18568 Thuillot         | 3 ottobre 1997    |
| 18572 Rocher           | 28 novembre 1997  |
| 18574 Jeansimon        | 28 novembre 1997  |
| 18579 Duongtuyenvu     | 5 dicembre 1997   |
| 18581 Batllo           | 7 dicembre 1997   |
| 18605 Jacqueslaskar    | 28 gennaio 1998   |
| 18624 Prévert          | 27 febbraio 1998  |
| 18626 Michaelcarr      | 27 febbraio 1998  |
| 18634 Champigneulles   | 2 marzo 1998      |
| 18635 Frouard          | 2 marzo 1998      |
| 18636 Villedepompey    | 2 marzo 1998      |
| 18637 Liverdun         | 2 marzo 1998      |
| 18638 Nouet            | 2 marzo 1998      |
| 18649 Fabrega          | 24 marzo 1998     |
| 18725 Atacama          | 2 maggio 1998     |
| 18745 San Pedro        | 23 gennaio 1999   |
| 19367 Pink Floyd       | 3 dicembre 1997   |
| 19383 Rolling Stones   | 29 gennaio 1998   |
| 19395 Barrera          | 2 marzo 1998      |
| 19397 Lagarini         | 3 marzo 1998      |
| 19410 Guisard          | 26 marzo 1998     |
| 19456 Pimdouglas       | 21 aprile 1998    |
| 19457 Robcastillo      | 21 aprile 1998    |
| 20228 Jeanmarcmari     | 3 dicembre 1997   |
| 20230 Blanchard        | 6 dicembre 1997   |
| 20246 Frappa           | 1º marzo 1998     |
| 20259 Alanhoffman      | 24 marzo 1998     |
| 20399 Michaelesser     | 20 luglio 1998    |
| 20405 Barryburke       | 24 agosto 1998    |
| 21369 Gertfinger       | 8 luglio 1997     |
| 21380 Devanssay        | 27 febbraio 1998  |
| 21531 Billcollin       | 20 luglio 1998    |
| 21553 Monchicourt      | 26 agosto 1998    |
| 22512 Cannat           | 28 gennaio 1998   |
| 22519 Gerardklein      | 2 marzo 1998      |
| 22521 ZZ Top           | 2 marzo 1998      |
| 22717 Romeuf           | 21 settembre 1998 |
| 23877 Gourmaud         | 16 settembre 1998 |
| 23882 Fredcourant      | 22 settembre 1998 |
| 23890 Quindou          | 22 settembre 1998 |
| 23937 Delibes          | 15 ottobre 1998   |
| 23944 Dusser           | 20 ottobre 1998   |
| 23946 Marcelleroux     | 22 ottobre 1998   |
| (23968) 1998 XA13      | 8 dicembre 1998   |
| (23970) 1998 YP6       | 21 dicembre 1998  |
| 24988 Alainmilsztajn   | 19 giugno 1998    |
| 24997 Petergabriel     | 23 luglio 1998    |
| 25018 Valbousquet      | 24 agosto 1998    |
| 25127 Laurentbrunetto  | 16 settembre 1998 |
| 25129 Uranoscope       | 16 settembre 1998 |
| 25131 Katiemelua       | 18 settembre 1998 |
| 25259 Lucarnold        | 11 novembre 1998  |
| 26275 Jefsoulier       | 16 settembre 1998 |
| 27004 Violetaparra     | 27 febbraio 1998  |
| 27052 Katebush         | 21 settembre 1998 |
| 27110 Annemaryvonne    | 11 novembre 1998  |
| 27147 Mercedessosa     | 17 dicembre 1998  |
| 27178 Quino            | 21 gennaio 1999   |
| 27949 Jonasz           | 8 luglio 1997     |
| 27968 Bobylapointe     | 3 ottobre 1997    |
| 28078 Mauricehilleman  | 26 agosto 1998    |
| 28105 Santallo         | 18 settembre 1998 |
| 28151 Markknopfler     | 22 ottobre 1998   |
| 28248 Barthélémy       | 19 gennaio 1999   |
| 28251 Gerbaldi         | 20 gennaio 1999   |
| 29446 Gouguenheim      | 4 agosto 1997     |
| 29508 Bottinelli       | 7 dicembre 1997   |
| 29614 Sheller          | 22 settembre 1998 |
| 29633 Weatherwax       | 10 novembre 1998  |
| 29634 Sabrinaaksil     | 10 novembre 1998  |
| 29696 Distasio         | 16 dicembre 1998  |
| 29725 Mikewest         | 15 gennaio 1999   |
| 29834 Mariacallas      | 17 marzo 1999     |
| 31104 Annanetrebko     | 30 luglio 1997    |
| 31174 Rozelot          | 6 dicembre 1997   |
| 31175 Erikafuchs       | 7 dicembre 1997   |
| 31201 Michellegrand    | 8 gennaio 1998    |
| 31249 Renéefleming     | 27 febbraio 1998  |
| 31349 Uria-Monzon      | 16 settembre 1998 |
| 31387 Lehoucq          | 16 dicembre 1998  |
| 31389 Alexkaplan       | 17 dicembre 1998  |
| 31416 Peteworden       | 15 gennaio 1999   |
| 31426 Davidlouapre     | 19 gennaio 1999   |
| 31435 Benhauck         | 23 gennaio 1999   |
| 31453 Arnaudthiry      | 14 febbraio 1999  |
| 33034 Dianadamrau      | 3 settembre 1997  |
| 33330 Barèges          | 16 settembre 1998 |
| 33334 Turon            | 11 novembre 1998  |
| 33335 Guibert          | 11 novembre 1998  |
| 33343 Madorobin        | 15 dicembre 1998  |
| 33344 Madymesplé       | 15 dicembre 1998  |
| 33345 Nataliedessay    | 15 dicembre 1998  |
| 33346 Sabinedevieilhe  | 15 dicembre 1998  |
| 33434 Scottmanley      | 17 marzo 1999     |
| 35391 Uzan             | 3 dicembre 1997   |
| 35419 Beckysmethurst   | 8 gennaio 1998    |
| 35429 Bochartdesaron   | 18 gennaio 1998   |
| 35462 Maramkaire       | 27 febbraio 1998  |
| 35655 Étienneklein     | 24 luglio 1998    |
| 37785 Nougaro          | 27 settembre 1997 |
| 37818 Juliamaury       | 18 gennaio 1998   |
| 37848 Michelmeunier    | 27 febbraio 1998  |
| 37865 Georgesattard    | 28 marzo 1998     |
| 37941 Dawidowicz       | 22 aprile 1998    |
| 38024 Melospadafora    | 16 luglio 1998    |
| 39792 Patrickchevalley | 5 settembre 1997  |
| 39814 Christianlegrand | 7 dicembre 1997   |
| 39877 Deverchére       | 1º marzo 1998     |
| 40081 Rault            | 25 giugno 1998    |
| 40198 Azarkhalatbari   | 16 settembre 1998 |
| 40201 Besely           | 21 settembre 1998 |
| 40233 Baradeau         | 20 ottobre 1998   |
| 42611 Manchu           | 2 marzo 1998      |
| 42733 Andrébaranne     | 15 settembre 1998 |
| 42795 Derekmuller      | 14 febbraio 1999  |
| 44041 Françoiselaunay  | 2 marzo 1998      |
| 44110 Cassegrain       | 21 aprile 1998    |
| 44456 Vidal-Madjar     | 11 novembre 1998  |
| 47002 Harlingten       | 20 ottobre 1998   |
| 48846 Agnèsacker       | 27 febbraio 1998  |
| 48886 Jonanderson      | 7 maggio 1998     |
| 48915 Patbrandebourg   | 29 luglio 1998    |
| 49106 Janry            | 16 settembre 1998 |
| 49108 Gouttesolard     | 16 settembre 1998 |
| 49118 Sergerochain     | 19 settembre 1998 |
| 49265 Raphaeljimenez   | 20 ottobre 1998   |
| 49294 Jacqclairnoëns   | 10 novembre 1998  |
| 49296 Lucdettwiller    | 10 novembre 1998  |
| 49439 Jeanlouispala    | 17 dicembre 1998  |
| 52602 Floriansignoret  | 2 ottobre 1997    |
| 52655 Villermaux       | 8 gennaio 1998    |
| 52873 Grootaerd        | 22 settembre 1998 |
| 52703 Bernardleblanc   | 26 marzo 1998     |
| 52959 Danieladepaulis  | 13 ottobre 1998   |
| 52963 Vercingetorix    | 15 ottobre 1998   |
| 52982 Marieclaire      | 21 ottobre 1998   |
| 53005 Antibes          | 10 novembre 1998  |
| 53055 Astrogapra       | 15 dicembre 1998  |
| 53088 Mauricehirsch    | 18 dicembre 1998  |
| 53127 Adrienklotz      | 15 gennaio 1999   |
| 53137 Gabytutty        | 19 gennaio 1999   |
| 53258 Kerryannlecky    | 17 marzo 1999     |
| 55863 Jeffwayne        | 31 luglio 1997    |
| 58606 Charlestrenet    | 4 ottobre 1997    |
| 58700 Darson           | 18 gennaio 1998   |
| 58734 Jeantarde        | 2 marzo 1998      |
| 58736 Karlantier       | 1 marzo 1998      |
| 58750 Simonjeanne      | 25 marzo 1998     |
| 58756 Malgoyre         | 28 marzo 1998     |
| 59045 Gérardlemaitre   | 13 ottobre 1998   |
| 70004 Richardgalli     | 15 dicembre 1998  |
| 96591 Emiliemartin     | 7 dicembre 1998   |
| 99915 Henarejos        | 2 ottobre 1997    |
| 100600 Davidfossé      | 4 settembre 1997  |
| 121022 Galliano        | 20 gennaio 1999   |
| 189011 Ogmios          | 8 luglio 1997     |
| 225321 Stevenkoenig    | 6 dicembre 1997   |
| 452307 Manawydan       | 5 dicembre 1997   |

L'OCA-DLR Asteroid Survey (ODAS) è stato un progetto di ricerca europeo che aveva lo scopo di individuare asteroidi e comete.
Era una collaborazione tra l'Osservatorio della Costa Azzurra (OCA) in Francia e il Deutsches Zentrum für Luft- und Raumfahrt (DLR), l'agenzia spaziale tedesca.
Il progetto è iniziato nell'ottobre del 1996 ed è finito nell'aprile del 1999, inizialmente era previsto un rinnovamento del progetto, ma da allora il telescopio non è stato più operativo.
Le osservazioni venivano effettuate per 15 notti al mese, quelle in cui la luce della Luna era al minimo, durante il primo e l'ultimo quarto. Il programma usava un telescopio Schmidt da 90 cm collocato a Nizza, in Francia. Per la rivelazione degli oggetti in movimento utilizzava una combinazione di camera CCD e un pacchetto software.
Il Minor Planet Center gli accredita le scoperte di millenovanta asteroidi, effettuate tra il 1996 e il 1999. Cinque di questi sono asteroidi near-Earth e otto incrociano l'orbita di Marte.
Ha inoltre scoperto la cometa 198P/ODAS